# José Luis Zabala Arrondo
José Luis Zabala Arrondo (Irun, 14 de desembre de 1898 - Barcelona, 23 d'abril de 1946) fou un futbolista i entrenador de futbol basc de la dècada de 1920. Va ser internacional amb la selecció catalana i amb la selecció espanyola.

## Trajectòria
Es formà al Club Izarra d'Eibar i a l'Sporting d'Irun. L'any 1918 ingressà al RCD Espanyol on jugà una temporada com a centrecampista. Després d'una lesió que produí sobre el jugador del FC Espanya Bruguera, fou sancionat per la Federació Catalana de Futbol durant tres mesos. Aquest fet provocà la marxa del jugador del club i ingressar al CD Oviedo. Després de quatre temporades al club asturià retornà a l'Espanyol el 1923. En la segona etapa al club blanc i blau es convertí en un brillant davanter i fou internacional amb la selecció espanyola i la catalana. La darrera temporada al club retornà a la posició de mig centre. El 1926 retornà a l'Oviedo i acabà se seva carrera esportiva al València CF la temporada 1929-30. També jugà amb les seleccions catalana i espanyola.
Posteriorment fou entrenador. El 1932 es convertí en entrenador de la UE Sants. També dirigí el Girona FC durant diverses etapes.

## Palmarès
Real Unión
- Copa d'Espanya: 1
  - 1918